# Go Soeda
Go Soeda (Japans: 添田 豪, Soeda Gō) (Kanagawa, 5 september 1984) is een voormalig Japanse tennisser. Hij heeft nog geen enkel groot toernooi gewonnen, maar deed wel al mee aan enkele Grand Slams. Ook heeft hij achttien challengers in het enkelspel en één challenger in het dubbelspel op zijn naam staan.

## Jaarverslagen

### 2012
Hij bereikte de halve finale van het ATP-toernooi van Chennai (verloor van Janko Tipsarević) en het ATP-toernooi van Atlanta (verloor van Gilles Müller).

## Palmares

### Palmares enkelspel
| Nr.                  | Datum            | Toernooi  | Ondergrond | Tegenstander in finale | Score            |
| -------------------- | ---------------- | --------- | ---------- | ---------------------- | ---------------- |
| Gewonnen challengers |                  |           |            |                        |                  |
| 1.                   | 13 augustus 2007 | Manta     | Hardcourt  | Eduardo Schwank        | 6-4, 6-2         |
| 2.                   | 3 maart 2008     | Kyoto     | Tapijt (I) | Matthias Bachinger     | 7-6, 2-6, 6-4    |
| 3.                   | 14 april 2008    | Busan     | Hardcourt  | Lu Yen-Hsun            | 6-2, opg.        |
| 4.                   | 19 mei 2008      | Busan     | Hardcourt  | Lu Yen-Hsun            | 6-3, 3-6, 6-4    |
| 5.                   | 24 november 2008 | Toyota    | Tapijt (I) | Lee Hyung-taik         | 6-2, 7-67        |
| 6.                   | 12 oktober 2009  | Tiburon   | Hardcourt  | Ilia Bozoljac          | 3-6, 6-3, 6-2    |
| 7.                   | 26 april 2010    | Manta     | Hardcourt  | Ryler DeHeart          | 7-65, 6-2        |
| 8.                   | 21 maart 2011    | Pingguo   | Hardcourt  | Matthias Bachinger     | 6-4, 7-5         |
| 9.                   | 27 juli 2011     | Wuhai     | Hardcourt  | Raven Klaasen          | 7-5, 6-4         |
| 10.                  | 23 januari 2012  | Honolulu  | Hardcourt  | Robby Ginepri          | 6-3, 7-65        |
| 11.                  | 12 maart 2012    | Pingguo   | Hardcourt  | Malek Jaziri           | 6-1, 3-6, 7-5    |
| 12.                  | 23 april 2012    | Kaohsiung | Hardcourt  | Tatsuma Ito            | 6-3, 6-0         |
| 13.                  | 21 januari 2013  | Maui      | Hardcourt  | Mischa Zverev          | 7-5, 7-5         |
| 14.                  | 18 mei 2014      | Busan     | Hardcourt  | Jimmy Wang             | 6-3, 7-6(5)      |
| 15.                  | 29 juni 2014     | Nanchang  | Hardcourt  | Blaž Kavčič            | 6-3, 2-6, 7-6(3) |
| 16.                  | 23 november 2014 | Toyota    | Tapijt     | Tatsuma Ito            | 6-4, 7-5         |
| 17.                  | 17 mei 2015      | Seoel     | Hardcourt  | Chung Hyeon            | 3-6, 6-3, 6-3    |
| 18.                  | 11 juli 2016     | Winnipeg  | Hardcourt  | Blaž Kavčič            | 64-7, 6-4, 6-2   |

### Palmares dubbelspel
| Nr.                  | Datum            | Toernooi | Ondergrond | Partner      | Tegenstanders in finale           | Score             |
| -------------------- | ---------------- | -------- | ---------- | ------------ | --------------------------------- | ----------------- |
| Gewonnen challengers |                  |          |            |              |                                   |                   |
| 1.                   | 19 november 2007 | Yokohama | Hardcourt  | Hiroki Kondo | Satoshi Iwabuchi Toshihide Matsui | 65-7, 6-3, [11-9] |

## Prestatietabellen
| Legenda | Legenda                          |
| ------- | -------------------------------- |
| g.t.    | geen toernooi gehouden           |
| l.c.    | lagere categorie                 |
| –       | niet deelgenomen                 |
| G       | uitgeschakeld in de groepsfase   |
| 1R      | uitgeschakeld in de eerste ronde |
| 2R      | uitgeschakeld in de tweede ronde |
| 3R      | uitgeschakeld in de derde ronde  |
| 4R      | uitgeschakeld in de vierde ronde |
| KF      | uitgeschakeld in de kwartfinale  |
| HF      | uitgeschakeld in de halve finale |
| F       | de finale verloren               |
| W       | het toernooi gewonnen            |
| w-v     | winst/verlies-balans             |

### Prestatietabel (Grand Slam) enkelspel
In deze tabel worden enkele jaren overgeslagen, dit omdat deze tennisser die jaren niet meedeed aan ten minste één toernooi in deze tabel.
| Grandslamtoernooien   |               |                 |                 |                 |                 |                 |                 |                 |                 |        |
| Australian Open       | 1R            | –               | –               | –               | 2R              | 1R              | 2R              | 1R              | –               | 2-5    |
| Roland Garros         | –             | –               | 1R              | 1R              | 1R              | –               | 1R              | –               | –               | 0-4    |
| Wimbledon             | –             | 1R              | 1R              | 2R              | 2R              | –               | 1R              | –               | g.t.            | 2-5    |
| US Open               | –             | –               | 1R              | 1R              | 1R              | –               | –               | –               | 1R              | 0-3    |
| Winst-verlies         | 0–1           | 0–1             | 0-3             | 1-3             | 2-4             | 0-1             | 1-3             | 0-1             | 0-1             | 4-18   |
| ATP World Tour Finals |               |                 |                 |                 |                 |                 |                 |                 |                 |        |
| ATP World Tour Finals | –             | –               | –               | –               | –               | –               | –               | –               | –               | 0-0    |
| ATP Masters 1000      |               |                 |                 |                 |                 |                 |                 |                 |                 |        |
| Indian Wells          | –             | –               | –               | –               | 1R              | –               | –               | –               | g.t.            | 0-1    |
| Miami                 | –             | –               | –               | –               | 1R              | –               | 1R              | –               | g.t.            | 0-2    |
| Monte Carlo           | –             | –               | –               | –               | –               | –               | –               | –               | g.t.            | 0–0    |
| Rome                  | –             | –               | –               | –               | –               | –               | –               | –               | –               | 0-0    |
| Hamburg               | –             | lager categorie | lager categorie | lager categorie | lager categorie | lager categorie | lager categorie | lager categorie | lager categorie | 0–0    |
| Madrid                | –             | –               | –               | –               | –               | –               | –               | –               | g.t.            | 0-0    |
| Montreal/Toronto      | –             | –               | –               | –               | –               | –               | –               | –               | g.t.            | 0–0    |
| Cincinnati            | –             | –               | –               | –               | –               | –               | –               | –               | –               | 0-0    |
| Shanghai              | g.M.          | –               | –               | 1R              | 1R              | –               | 1R              | –               | g.t.            | 0–3    |
| Parijs                | –             | –               | –               | –               | –               | –               | –               | –               | –               | 0-0    |
| Olympische Spelen     |               |                 |                 |                 |                 |                 |                 |                 |                 |        |
| Olympische Spelen     | geen toernooi | geen toernooi   | geen toernooi   | 1R              | geen toernooi   | geen toernooi   | geen toernooi   | geen toernooi   | geen toernooi   | 0-1    |
| Statistieken          |               |                 |                 |                 |                 |                 |                 |                 |                 |        |
| Totaal aantal titels  | 0             | 0               | 0               | 0               | 0               | 0               | 0               | 0               | 0               | 0      |
| Totaal winst-verlies  | 4-5           | 3-4             | 7-7             | 13-21           | 9-17            | 2-4             | 6-13            | 1-3             | 2-4             | 56-92  |
| Eindejaarsranking     | 238           | 120             | 120             | 58              | 105             | 100             | 132             | 150             | 133             | n.v.t. |

### Prestatietabel (Grand Slam) dubbelspel
In deze tabel worden enkele jaren overgeslagen, dit omdat deze tennisser die jaren niet meedeed aan ten minste één toernooi van deze tabel.
| Grandslamtoernooien   |     |     |        |
| Australian Open       | –   | 2R  | 1-1    |
| Roland Garros         | 2R  | –   | 1-1    |
| Wimbledon             | –   | –   | 0-0    |
| US Open               | 1R  | –   | 0-1    |
| Winst-verlies         | 1-2 | 1-1 | 2-3    |
| ATP World Tour Finals |     |     |        |
| ATP World Tour Finals | –   | –   | 0-0    |
| Olympische Spelen     |     |     |        |
| Olympische Spelen     | 1R  | g.t | 0-1    |
| Statistieken          |     |     |        |
| Totaal aantal titels  | 0   | 0   | 0      |
| Eindejaarsranking     | 438 | 330 | n.v.t. |